# 이케가미 마사
이케가미 마사(일본어: 池上 昌, 1933년 ~ )는 일본의 게이오기주쿠 대학 교수, 작가이다.